# Enø (plaats)
Enø is een plaats op het gelijknamige eiland in de Deense regio Seeland, gemeente Næstved, en telt 230 inwoners (2008).